# Elección para gobernador de Puerto Rico de 2020
La elección para gobernador de Puerto Rico de 2020 tuvo lugar el 3 de noviembre de ese año.

## Encuestas
| Fuente                                                 | Fecha                                   | Muestra | Margen de error | Pedro Pierluisi (PNP) | Carlos Delgado (PPD) | Juan Dalmau (PIP) | Alexandra Lúgaro (MVC) | César Vázquez (PD) | Indecisos |
| ------------------------------------------------------ | --------------------------------------- | ------- | --------------- | --------------------- | -------------------- | ----------------- | ---------------------- | ------------------ | --------- |
| The Research Office/El Nuevo Día                       | 27-30 de octubre de 2020                | 1.000   | ± 3%            | 35%                   | 34%                  | 10%               | 11%                    | 5%                 | 3%        |
| Jorge Benítez Nazario/Radio Isla/Telemundo Puerto Rico | 23 de octubre - 1 de noviembre de 2020  | 1.010   | ± 2.5%          | 32%                   | 35%                  | 15%               | 11%                    | 3%                 | -         |
| Files For Progress                                     | 19-26 de octubre de 2020                | 439     | ± 5%            | 39%                   | 35%                  | 8%                | 10%                    | 1%                 | 5%        |
| Radio Isla                                             | 12-17 de octubre de 2020                | 676     | ± 3.16%         | 31%                   | 35%                  | 14%               | 12%                    | 1%                 | 5%        |
| Puerto Rico Herald                                     | 1-5 de octubre de 2020                  | 1.200   | -               | 31%                   | 24%                  | 8%                | 9%                     | 3%                 | 18%       |
| Gaither International/El Vocero                        | 21 de septiembre - 6 de octubre de 2020 | 2.401   | ± 2%            | 27%                   | 24%                  | 8%                | 9%                     | 2%                 | 23%       |
| Puerto Rico Herald                                     | 20-26 de julio de 2020                  | 802     | -               | 26%                   | 24%                  | 7%                | 6%                     | 2%                 | 16%       |

## Resultados
|  | 32.93 % |

|  | 31.56 % |

|  | 14.21 % |

|  | 13.72 % |

|  | 6.90 % |

|  | 0.69 % |

|  | 99.25 % |

|  | 52.84 % |

- Datos: Q96747776